# Ибн Фурак
Абу́ Бакр Муха́ммад ибн аль-Ха́сан аль-Исбахани, известный как Ибн Фу́рак (араб. ابن فورك‎; 941, возм. Исфахан, совр. Иран — 1015, неизв.) — исламский богослов, традиционалист, шафиит, представитель ашаритской школы калама.

## Биография
Его полное имя: Абу Бакр Мухаммад ибн аль-Хасан ибн Фурак аль-Ансари аль-Исбахани. Родился около 941 года. Судя по его нисбе, он, вероятно, был из города Исфахан. Учился в Басре и Багдаде. Изучал ашаритский калам под руководств Абу-ль-Хасана аль-Бахили вместе с аль-Бакиллани и аль-Исфараини. Хадисоведение изучал под руководством непосредственного ученика Абу-ль-Хасана аль-Ашари (ум. 936) Абдуллаха ибн Джафара аль-Исбахани, о котором мало что известно.
Из Ирака сначала отправился в Рей, а затем в 982—983 г. в качестве учителя был приглашен эмиром в Нишапур. В Нишапуре рядом с суфийской обителью аль-Бушанджи для него была выстроена медресе. Находился в Нишапуре до смерти суфия Абу Усмана аль-Магриби (983 г.). Умер от отравления ядом в 1015 году, возвращаясь в Газну, куда его вызвал султан Махмуд Газневи (971—1030).
В споре об атрибутах Аллаха Ибн Фурак занимал антиантропоморфистскую позицию, полагая, что антропоморфные термины могут быть применимы к Богу только аллегорически, а сам Бог должен пониматься как трансцендентный.